# Акционерное общество Брянских каменноугольных копей и рудников

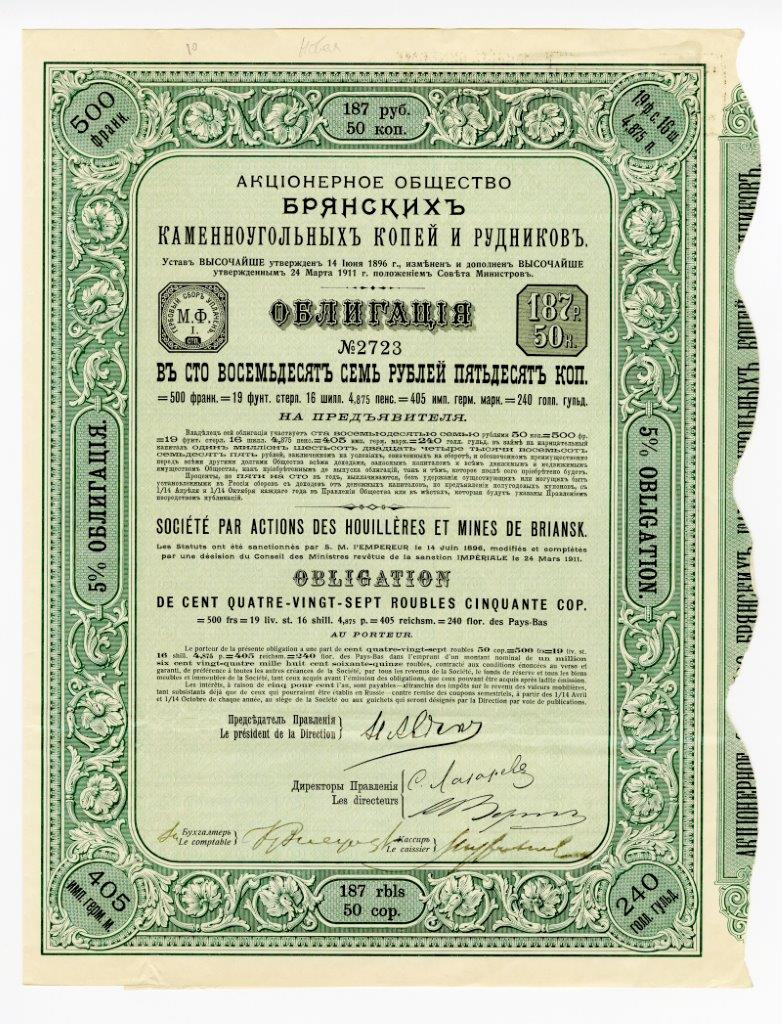
5 % Облигация в 187 руб. 50 коп. на предъявителя Акционерного общества Брянских каменноугольных копей и рудников

Акционерное общество Брянских каменноугольных копей и рудников основано в 1896 г. по инициативе одного из основных акционеров крупнейшего в России производителя железнодорожного подвижного состава АО «Общество Брянского завода» (ныне БМЗ), видного предпринимателя своего времени В. Ф. Голубева, которому Общество Брянского завода в обмен на контрольный пакет акций передало принадлежавшие ему шахты в области Войска Донского и в Екатеринославской губернии.
Общество эксплуатировало шесть каменноугольных шахт и коксовальный завод в районе г. Брянка (ныне Луганская обл., Украина). Пост председателя Правления компании занимал Н. С. Авдаков, действительный статский советник, горный инженер, крупный предприниматель, в разные годы являвшийся председателем Совета Съезда горнопромышленников Юга России, Совета Съезда представителей промышленности и торговли, членом Государственного совета от торгово-промышленной курии, председателем Русско-Французской торговой палаты.
Биография писателя-сатирика Аркадия Аверченко тесным образом связана с АО Брянских копей и рудников, где в 1897 г. он начал трудовую деятельность. Проработав в компании конторщиком более четырех лет и перебравшись вместе с Правлением рудников в Харьков, Аверченко отразил тот период своей жизни в своем творчестве (рассказы «Вечером», «Молния» и др.).
По воспоминаниям самого Аверченко жизнь горняков Брянских каменноугольных копей отличалась тяжелыми условиями труда, низкой заработной платой и, как следствие, беспробудным пьянством: «Вся их жизнь имела такой вид, что рождались они для водки, работали и губили свое здоровье непосильной работой — ради водки и отправлялись на тот свет при ближайшем участии и помощи той же водки», — писал будущий классик в «Автобиографии».